# Orthosia cassythoides
Orthosia cassythoides là một loài thực vật có hoa trong họ La bố ma. Loài này được (Suess.) Morillo mô tả khoa học đầu tiên năm 2008.